# Notoxus anchora
Notoxus anchora is een keversoort uit de familie snoerhalskevers (Anthicidae). De wetenschappelijke naam van de soort is voor het eerst geldig gepubliceerd in 1827 door Hentz.